# 翡翠龙蜥
翡翠龙蜥（学名：Diploderma iadinum），一种分布于中国云南省西北部迪庆州境内的爬行动物，隶属于鬣蜥科（飞蜥科）龙蜥属，为中国特有种。
最初发表时被归属旧的攀蜥属（Japalura）。后因为攀蜥属（Japalura）分类经过调整后，改至龙蜥属（Diploderma），其中文名因而改为“翡翠龙蜥”。2020年部分中国学者建议将 Japalura 的中文名改为“龍蜥屬”，而将 Diploderma 的中文属名改名为“攀蜥屬”。故本种在有些资料中又被称为“翡翠攀蜥”。然而也有学者反对这种不必要的中文名变更问题，建议维持物种中文名的稳定性。在中国科学院昆明动物研究所研究人员主编的《中国两栖、爬行动物分类变动汇总》中也未接收该建议，仍将 Diploderma 称为“龙蜥属”。

## 形态特征
翡翠龙蜥为一种营地栖小型蜥蜴，全长不过30厘米。雌、雄体色差异巨大，雄性体色艳丽，通体为翡翠绿色并夹杂着规律分布的黑褐色花纹，喉部为宝石蓝色；雌性则大多为黄褐色或者灰褐色，喉部为黄绿色。

## 保护
本种于2023年被收录入《有重要生态、科学、社会价值的陆生野生动物名录》。